# 黑麦螺
黑麦螺（学名：Pyrene ocellata），是新腹足目麦螺科Pyrene属的一种。主要分布于新加坡、马来西亚、印度尼西亚、台湾，常栖息在浅海。肉食性。